# ボネリークマタカ

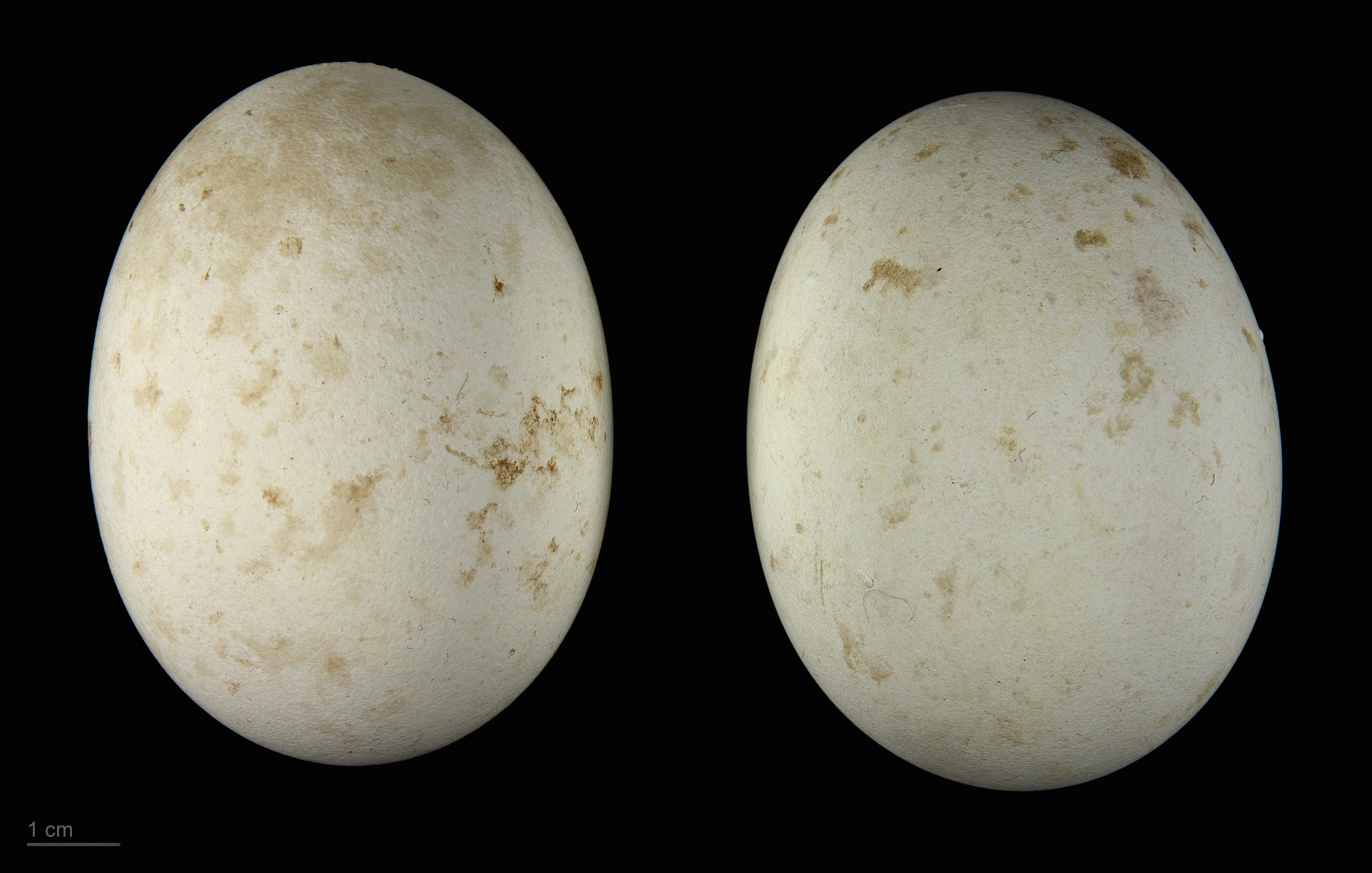
Aquila fasciata

ボネリークマタカ（Hieraaetus fasciatus）は、鳥綱タカ目タカ科イヌワシ属に分類される鳥。